# 夜空の大空港
『夜空の大空港』（原題：The Doomsday Flight）は、アメリカで製作されたテレビ映画であり、1966年12月13日にNBCにて放送された。ユニバーサル・テレビジョン制作。出演はジャック・ロードなど。映画館で劇場公開された国もある。
日本教育テレビ（現・テレビ朝日）の外画部で『日曜洋画劇場』で放送する映画の買い付けを行なっていた高橋浩が、アメリカでの高視聴率と原題の良さから、シノプシスだけ読んで試写もせずに購入し、日本語タイトルを自身で付け、『日曜洋画劇場』で1972年2月20日に初放送した。その後は同枠などで再放送が行われている。

## キャスト
※括弧内は日本語吹替（テレビ版）
- フランク捜査官：ジャック・ロード（中田浩二）
- 男：エドモンド・オブライエン（久米明）
- アンダーソン機長：ヴァン・ジョンソン（木村幌）
- ジャン：キャサリン・クロフォード（鈴木弘子）- 客室乗務員。
- ジョージ：ジョン・サクソン（広川太一郎）- 有名人。
- 軍人：マイケル・サラザン
- フェルドマン氏：エドワード・アズナー
- バラバンFBI捜査官：グレッグ・モリス
- ボブ：リチャード・カールソン - チーフパイロット。
- リードン人事部長：デヴィッド・ルイス

## スタッフ
- 監督：ウィリアム・グレアム
- 製作：フランク・プライス
- 脚本：ロッド・サーリング
- 撮影：ウィリアム・マーガリーズ
- 音楽：ラロ・シフリン